# Quèquicom
Quèquicom és un programa setmanal de divulgació de la ciència emès per Televisió de Catalunya en C33 des del març de 2006. Quèquicom té la voluntat de dotar els espectadors dels coneixements bàsics per entendre la natura i els aspectes cientificotècnics d'aquesta societat i, alhora, per facilitar la comunicació dels científics amb els ciutadans.

## Àrees temàtiques
Les àrees temàtiques d'interés principal que tracta el programa són:
- les ciències bàsiques i experimentals,
- la salut (també psicològica),
- la natura i el medi ambient,
- la tecnologia,
- la història entesa com a lligam dels àmbits anteriors.

## Emissió
Dimecres a les 22.00 hores al C33.

## Premis i reconeixements
Des de la seva creació el 2006 ha rebut diversos guardons, entre els quals destaquen:
- 2008 - “Science Media Prize International” Novo Nordisk.
- 2008 i 2009 - Premi Periodisme en medicina Boehringer Ingelheim. categoria de mitjans audiovisuals.
- 2009 - Placa Narcís Monturiol, de la Generalitat de Catalunya, al mèrit científic, atorgat per primera vegada a un mitjà de comunicació.
- 2013 -Premi a la divulgació científica del Festival Internacional Telenatura-2013, Universitat de Navarra.
- 2015 - Premi Nacional de Comunicació Científica Arxivat 2017-03-16 a Wayback Machine..
- 2015 - Premi Òmnium de Comunicació.
- 2017 - Premi Fundació Adana com a millor treball de comunicació sobre el TDAH en els darrers 20 anys.
- 2017 - Premi Manel Xifra a la transferència de Coneixement, atorgat pel Col·legi d'Enginyers de Girona i Comexi